# Буготак (приток Ини)
Буготак — река в Новосибирской области России. Устье реки находится в 80 км по левому берегу реки Иня. Длина реки составляет 40 км.

## Притоки
- 8 км: Каменка
- 15 км: Карпысак
- 27 км: Каменка

## Данные водного реестра
По данным государственного водного реестра России относится к Верхнеобскому бассейновому округу, водохозяйственный участок реки — Иня, речной подбассейн реки — бассейны притоков (Верхней) Оби до впадения Томи. Речной бассейн реки — (Верхняя) Обь до впадения Иртыша.